# Aius Locutius
Aius Locutius (Aius Loquens chez Cicéron) est une divinité de la mythologie romaine.
L'étymologie renvoie les deux parties du nom de ce dieu (aius et locutius) à l'acte de la parole. 
En 390 av. J.-C., quand les Gaulois de Brennus marchent sur Rome, on entend une voix mystérieuse qui met en garde les Romains de l'invasion de la cité par des hordes barbares. Personne ne s'en soucie et les Gaulois occupent la ville, la pillent et l'incendient (voir l'épisode des oies du Capitole) mais plus tard, une fois les Sénons partis, on élève un sanctuaire au dieu inconnu dont la voix a prévenu les Romains du danger qui les menaçait.
Il est également question de ce dieu dans l'entrée Aius Locutius de l'Encyclopédie de Diderot. 

## Sources
- Cicéron, De divinatione [détail des éditions] [lire en ligne] (I, 45, 101 ; II, 32, 69).
- Tite-Live, Histoire de Rome depuis sa fondation (V, 32, 6 ; V, 50, 5 ; V, 52, 11).
- Varron, Antiquités divines (fragment conservé par Aulu-Gelle : XVI, 17).
- Plutarque, Vies, Camille, ch. 30.